# Uberlândia EC
Uberlândia Esporte Clube ist ein brasilianischer Fußballverein aus Uberlândia. Der Verein wurde 1922 gegründet und trägt seine Heimspiele im Estádio Municipal João Havelange aus, das Platz bietet für 50.000 Zuschauer. Aktuell spielt der Verein in der vierten brasilianischen Fußballliga, der Série D.

## Geschichte

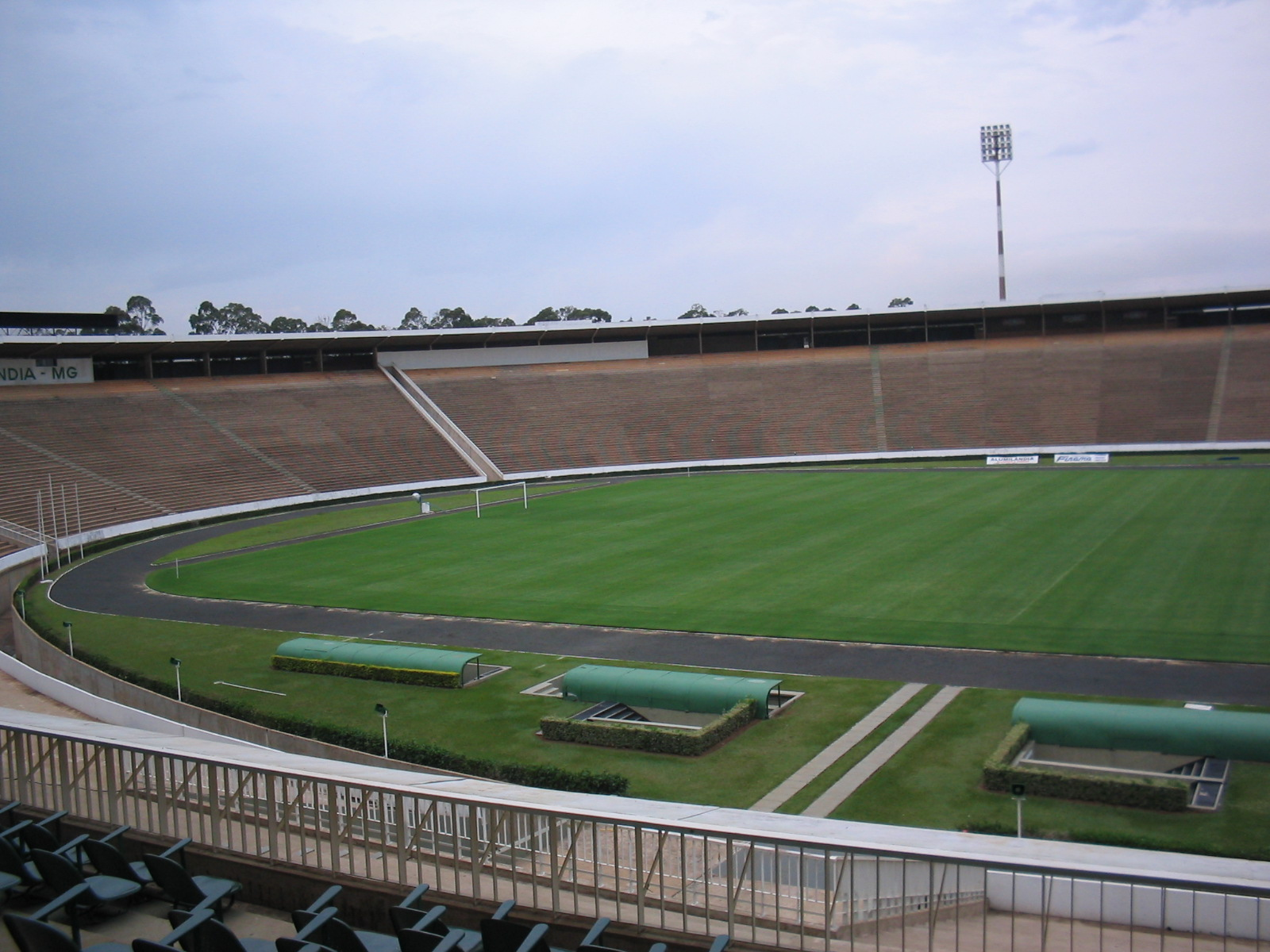
Blick ins Estádio Municipal Parque do Sabiá, die Heimstätte des Vereins

Uberlândia EC, ausgesprochen Uberlândia Esporte Clube, wurde am 1. November 1922 gegründet. Der Verein hat seinen Sitz in Uberlândia, nach Belo Horizonte zweitgrößten Stadt im brasilianischen Bundesstaat Minas Gerais. Seit seiner Gründung spielte Uberlândia EC fast immer in unteren brasilianischen Fußballligen, Erfolge gab es bis heute kaum. Der größte Erfolg des Vereins ist wohl der Gewinn der zweiten brasilianischen Liga, der Série B, im Jahre 1984. Damals belegte man in der Endabrechnung den ersten Platz vor Clube do Remo aus Belém und schaffte damit den Aufstieg in die Série A. Dort belegte man in der ersten Saison den 37. Tabellenrang und musste damit nach nur einer Spielzeit in der brasilianischen Eliteliga wieder den Gang in die Zweitklassigkeit antreten. Im Jahre 1989 wurde man 59. in der Série B und musste in die Série C abstiegen. Seitdem konnte man Uberlândia EC nicht wieder in höheren brasilianischen Ligen finden. Aktuell spielt der Verein in der viertklassigen Série D, wo man allerdings auch nicht zu den besten Vereinen gehört und zuletzt meist in den ersten Runden ausschied. Während Uberlândia im Ligabetrieb derzeit nicht viel erreicht, feierte man in den letzten Jahren einige Pokalsiege. So gelang 1999 zum zweiten Mal nach 1962 der Gewinn der Staatsmeisterschaft von Minas Gerais, allerdings nur des zweithöchsten Levels. Gegner in dieser Meisterschaft sind unter anderem Atlético Mineiro und Cruzeiro jeweils aus Belo Horizonte oder Ipatinga FC aus Ipatinga. Ferner gelang 2003 der Sieg im Pokalwettbewerb von Minas Gerais, der Taça Minas Gerais.

## Erfolge
- Série B: 1× (1984)
- Staatsmeisterschaft von Minas Gerais (zweites Level): 3× (1962, 1999, 2015)
- Staatspokal von Minas Gerais: 1× (2003)

## Ehemalige Spieler
- Dirceu Lopes Mendes, 14-facher brasilianischer Nationalspieler
- Vivinho, 3-facher brasilianischer Nationalspieler